# Wydawnictwo Uniwersytetu Wrocławskiego
Wydawnictwa Uniwersytetu Wrocławskiego – jest własnością Uniwersytetu Wrocławskiego, uczelni kultywującej tradycje dawnego niemieckiego Uniwersytetu Leopoldyńskiego (założonego 21 października 1702 r. przez cesarza Leopolda I Habsburga) oraz Uniwersytetu Lwowskiego (Akademii Lwowskiej, założonej przez polskiego króla Jana Kazimierza 20 stycznia 1661 r.), której to uczelni księgozbiory, kadry i tradycje stanowiły fundament polskich szkół wyższych powstających we Wrocławiu po roku 1945.
Siedziba WUWr mieści się przy placu Uniwersyteckim 15 we Wrocławiu (redakcja znajduje się na II piętrze). Od lipca 2023 roku Dyrektorem wydawnictwa jest Marcin Skrabka. Pracami redakcyjnymi kieruje  Mariusz Urbanek.
Wydawnictwo Uniwersytetu Wrocławskiego powstało w latach 60. XX wieku i jest jedną z najstarszych działających nieprzerwanie polskich oficyn naukowych. Od 1996 roku na mocy Aktu Założycielskiego stało się osobną firmą, którą powołał i którą nadzoruje Uniwersytet. Wydawnictwo spełnia dla UWr rolę oficyny domowej, utrzymując jednocześnie pełną samodzielność formalno-prawną. Współpracując z autorami i redaktorami z macierzystego uniwersytetu, realizuje także publikacje powstające poza nim, w tym w innych polskich i zagranicznych uczelniach wyższych czy ośrodkach naukowo-badawczych. Co roku w WUWr ukazuje się od kilkudziesięciu do stu kilkudziesięciu książek i periodyków naukowych.
Oficyna jest wydawcą wielu serii, wśród nich są: Bibliotheca Judaica, Musicologica Wratislaviensia, Dramat – Teatr, Monografie Fundacji Nauki Polskiej, Socjologia czy Złota Seria Uniwersytetu Wrocławskiego. W WUWr ukazały się na przykład „Lwowska Szkoła Matematyczna” Romana Dudy, „Źródła teatru” Mirosława Kocura, „Język polskiej lewicy. Od Wielkiego Proletariatu do końca PRL” Ireny Kamińskiej-Szmaj, „Słowa w cieniu mieczy. »Dabiq« i narracja Państwa Islamskiego” Bartosza Bolechowa, „Władze Królestwa Polskiego wobec chasydyzmu” Marcina Wodzińskiego, „Od House'a do Shreka. Seryjność w kulturze popularnej” Arkadiusza Lewickiego, „Pożar serca. 16 smutnych esejów o miłości, o pisarzach rosyjskich i ich muzach” Tadeusza Klimowicza czy „Domus Bolezlai. W poszukiwaniu tradycji dynastycznej Piastów (do ok. 1138 roku)” Przemysława Wiszewskiego.
Wydawnictwo koncentruje się na publikacjach z dziedziny humanistyki, przede wszystkim z zakresu prawa, ekonomii, nauk społecznych, historycznych i pedagogicznych, ale także filologii, bibliotekoznawstwa i komunikacji społecznej. Oprócz prac o charakterze monograficznym, słowników i opracowań bibliograficznych, tomów okolicznościowych i publikacji konferencyjnych wydaje także kilkadziesiąt czasopism naukowych. Są wśród nich np. ukazujące się od kilku dekad „Studia nad Autorytaryzmem i Totalitaryzmem”, „Wrocławsko-Lwowskie Zeszyty Prawnicze”, „Prawo”, „Przegląd Prawa i Administracji”, „Estudios Hispánicos”, „Romanica Wratislaviensia”, „Studia Linguistica”, „Slavica Wratislaviensia”, „Neerlandica Wratislaviensia”, „Anglica Wratislaviensia”, „Germanica Wratislaviensia”, „Studia Filmoznawcze”, „Literatura i Kultura Popularna”, „Góry – Literatura – Kultura”, „Prace Kulturoznawcze” i „Prace Literackie”.   
Wydawnictwo Uniwersytetu Wrocławskiego prowadzi także stacjonarną czytelnię, organizuje spotkania autorskie, udostępnia bezpłatnie bazę kilkunastu tysięcy artykułów naukowych (zobacz: wuwr.pl), prowadzi szkolenia i działania animujące społeczność akademicką Wrocławia. Przygotowując swoje publikacje, dba o ich poziom edytorski i merytoryczną wiarygodność, o odpowiednią widoczność w Sieci, obecność we właściwych bazach i indeksach, zajmuje się budowaniem relacji międzynarodowych i aktywnie szuka dla swoich książek i czasopism nowych dróg do akademickiego czytelnika.
W roku 2022 Wydawnictwo uruchomiło nowy portal internetowy, na którym informuje o swojej działalności.